# یواس‌اس اس-۵۰ (اس‌اس-۱۶۱)
یواس‌اس اس-۵۰ (اس‌اس-۱۶۱) (به انگلیسی: USS S-50 (SS-161)) زیردریایی که طول آن ۲۴۰ فوت (۷۳ متر) می باشد. این زیردریایی در سال ۱۹۲۱ ساخته شده است.